# Audi TT RS

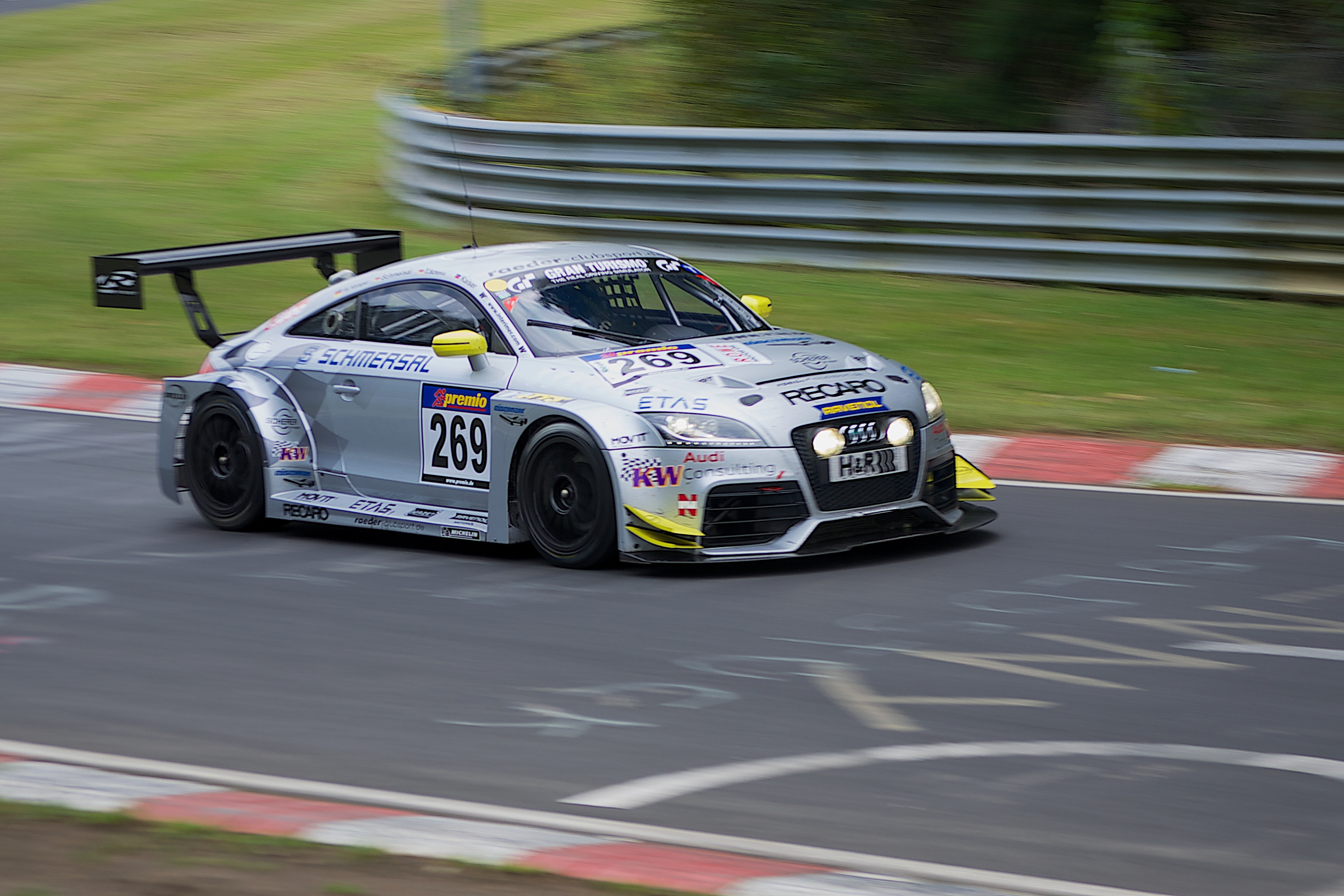
Гоночный TT RS (8J)

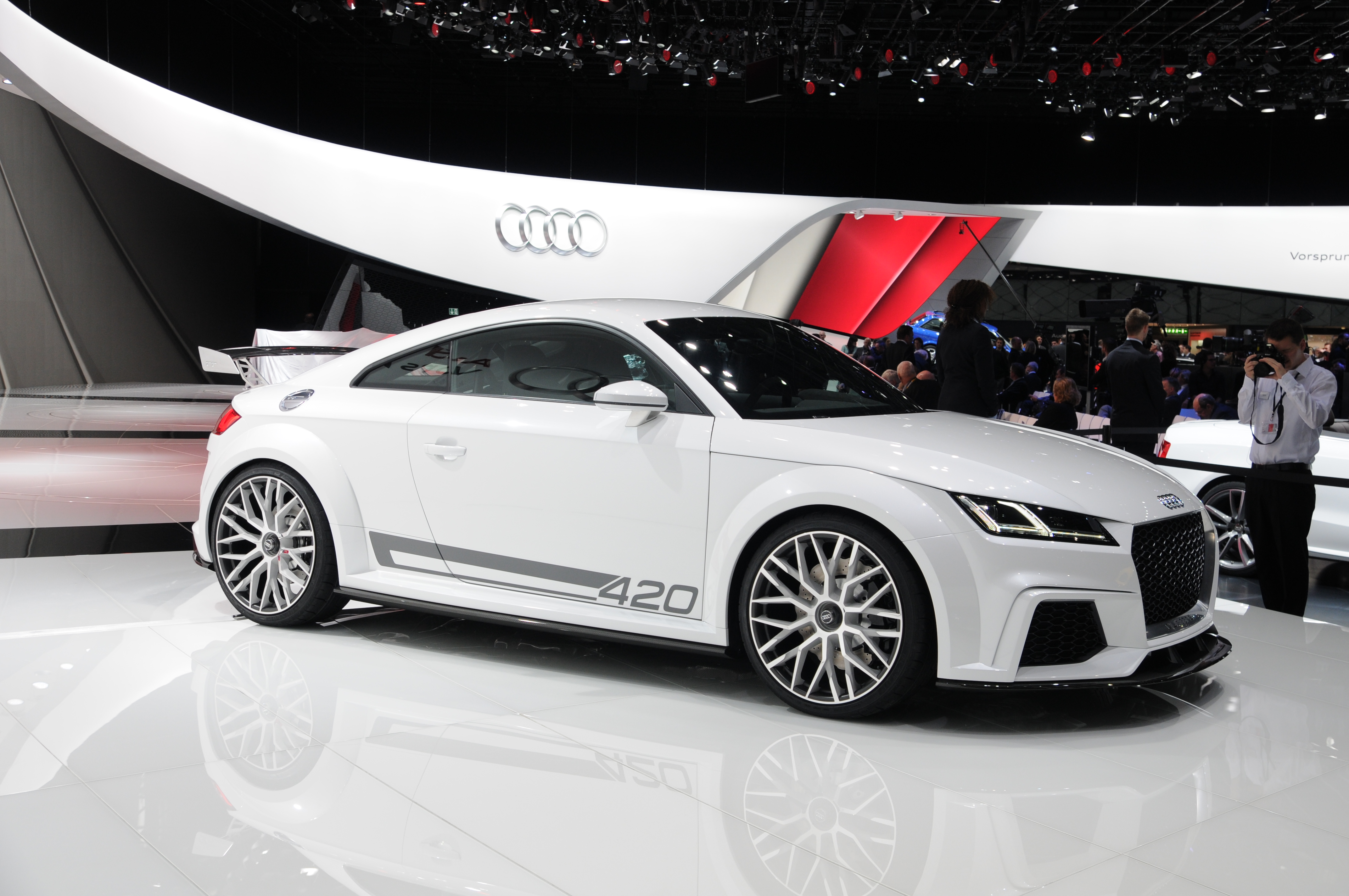
Audi TT Quattro Sport concept 2014

Audi TT RS — спортивный автомобиль выпускаемый подразделением Audi Sport GmbH (ранее quattro GmbH) на платформе Audi TT. Существует менее мощная спортивная версия Audi TTS.

## История
Спортивная версия Audi TT под обозначением RS начала выпускаться с 2009 года. Предыдущая спортивная версия TT первого поколения называлась Audi TT Quattro Sport производившаяся с 2005 по 2006 год, отличалась двухцветным кузовом, спортивным обвесом и спойлером, специальными дисками и гоночными сидениями, двигателем развивающим мощность 240 л. с. разгон занимал 5.9 секунд. Вес 1390 килограмм.

## Первое поколение
Audi TT RS (8J) — выпускался с 2009 по 2014 год.

### Технические характеристики
| Audi                 | TT RS                   | TT RS                   | TT RS (plus)            | TT RS (plus)            |
| Audi                 | Купе                    | Родстер                 | Купе                    | Родстер                 |
| -------------------- | ----------------------- | ----------------------- | ----------------------- | ----------------------- |
| Двигатель            | 2,480 см3 R5 TFSI       | 2,480 см3 R5 TFSI       | 2,480 см3 R5 TFSI       | 2,480 см3 R5 TFSI       |
| Мощность двигателя   | 228 кВт (310 л. с.)     | 228 кВт (310 л. с.)     | 250 кВт (340 л. с.)     | 250 кВт (340 л. с.)     |
| Трансмиссия          | Роботизировання 7 ступ. | Роботизировання 7 ступ. | Роботизировання 7 ступ. | Роботизировання 7 ступ. |
| Разгон (0-100 км/ч.) | 4.6 — 4.3 сек.          | 4.7 — 4.4 сек.          | 4.3 — 4.1 сек.          | 4.4 — 4.2 сек.          |
| Макс. скорость       | 250 км/ч.               | 250 км/ч.               | 280 км/ч.               | 280 км/ч.               |
| Вес                  | 1525 — 1610 кг          | 1525 — 1610 кг          | 1525 — 1610 кг          | 1525 — 1610 кг          |

### Галерея

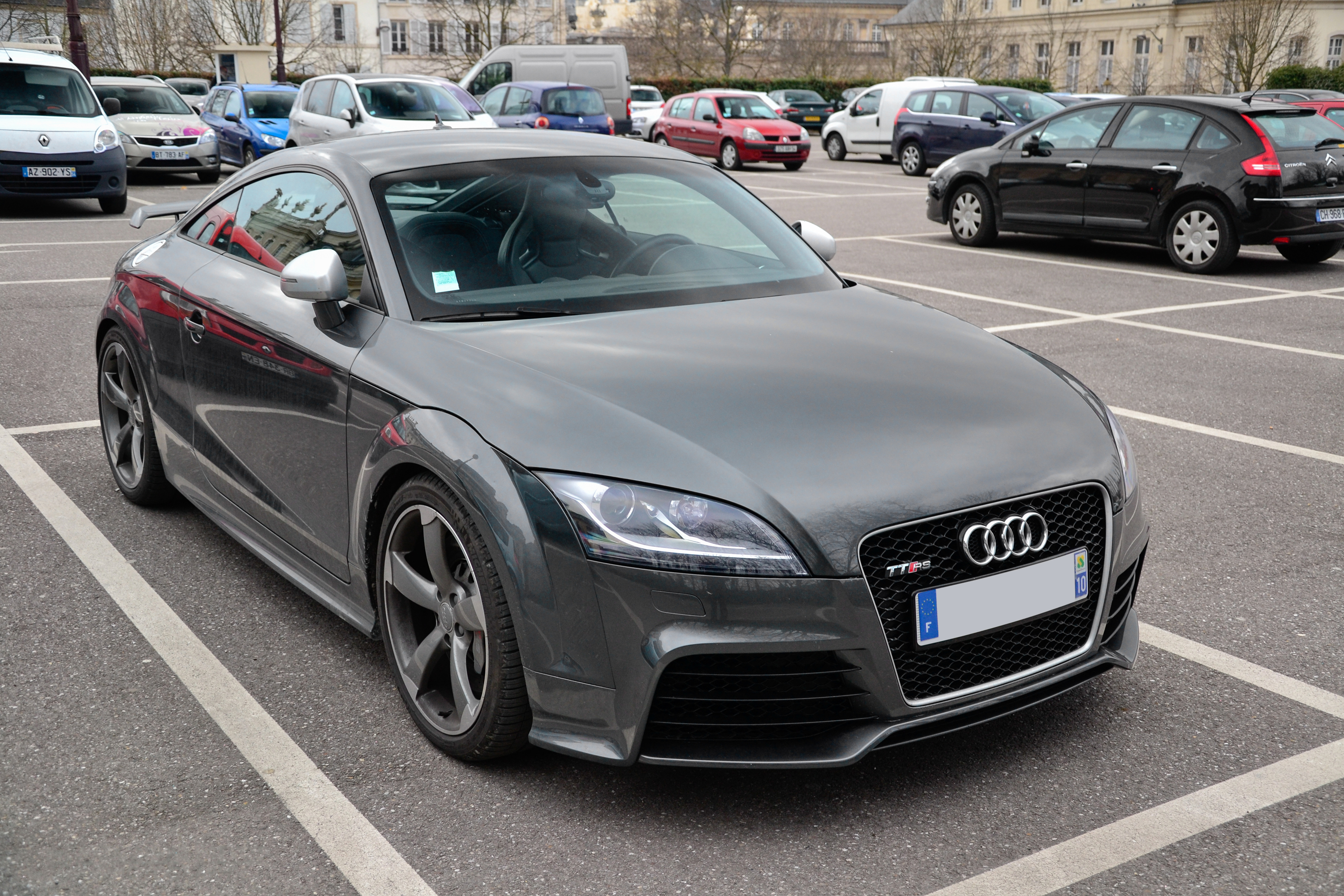
TT RS Coupe
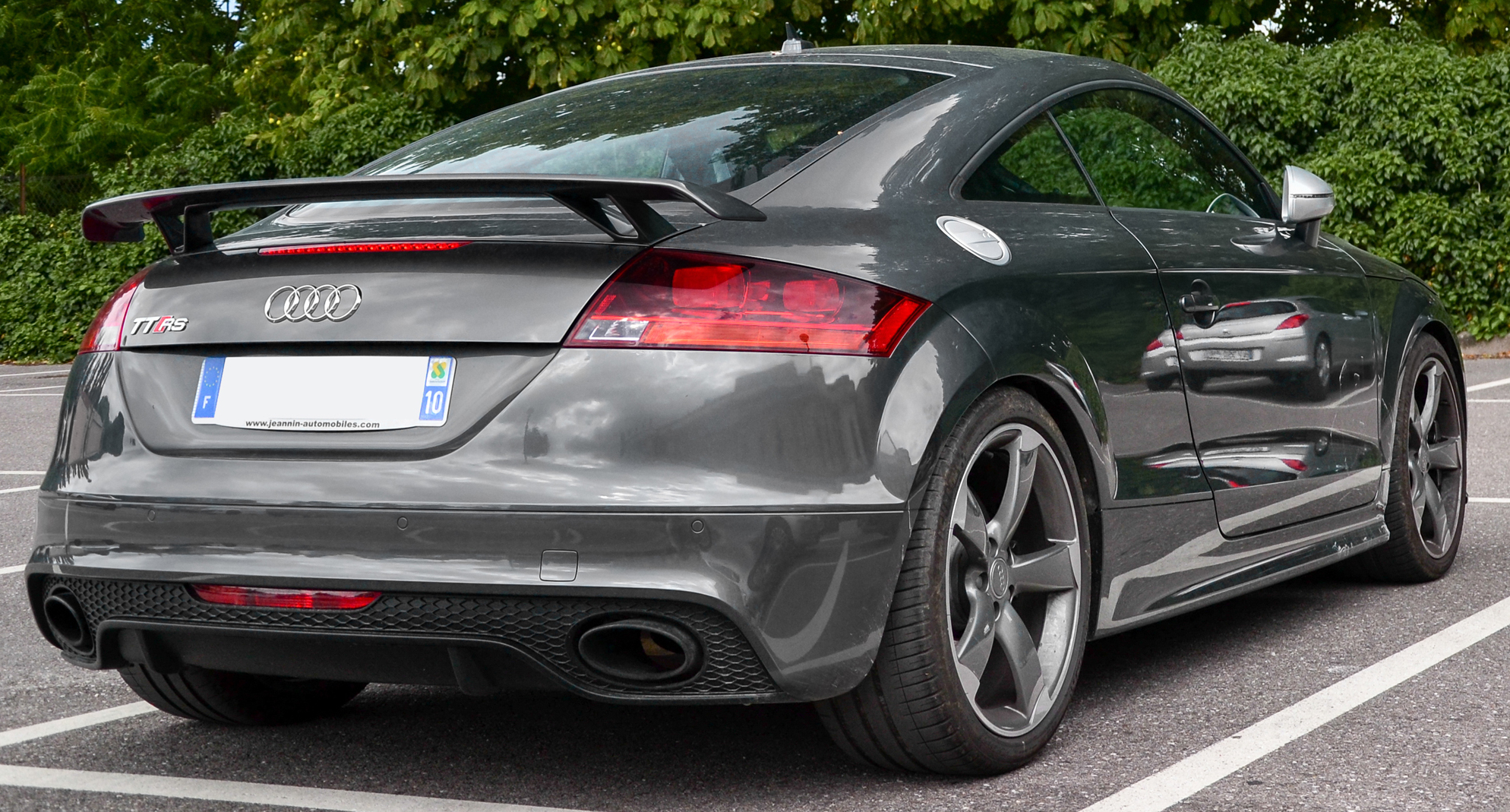
TT RS Coupe
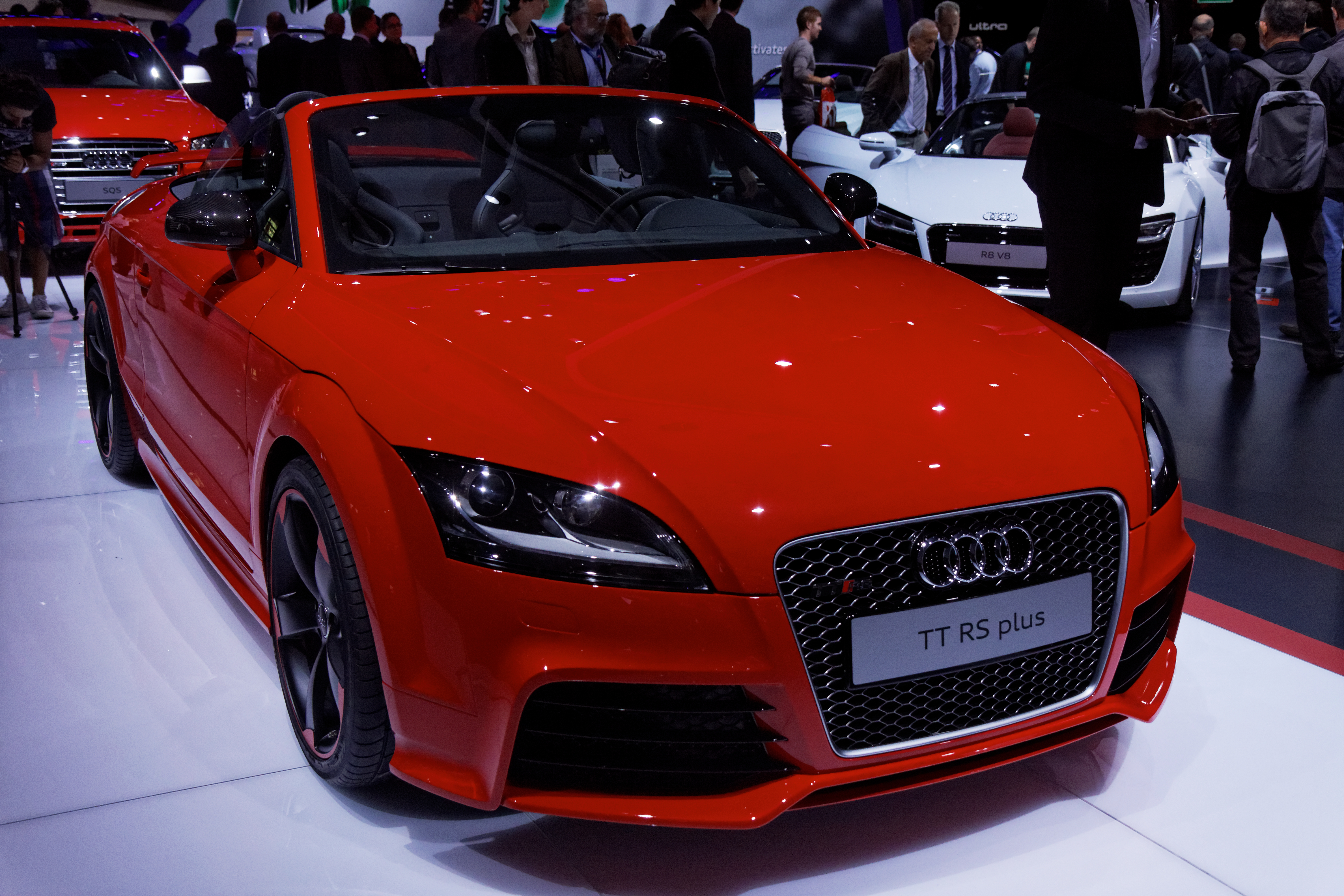
TT RS Roadster
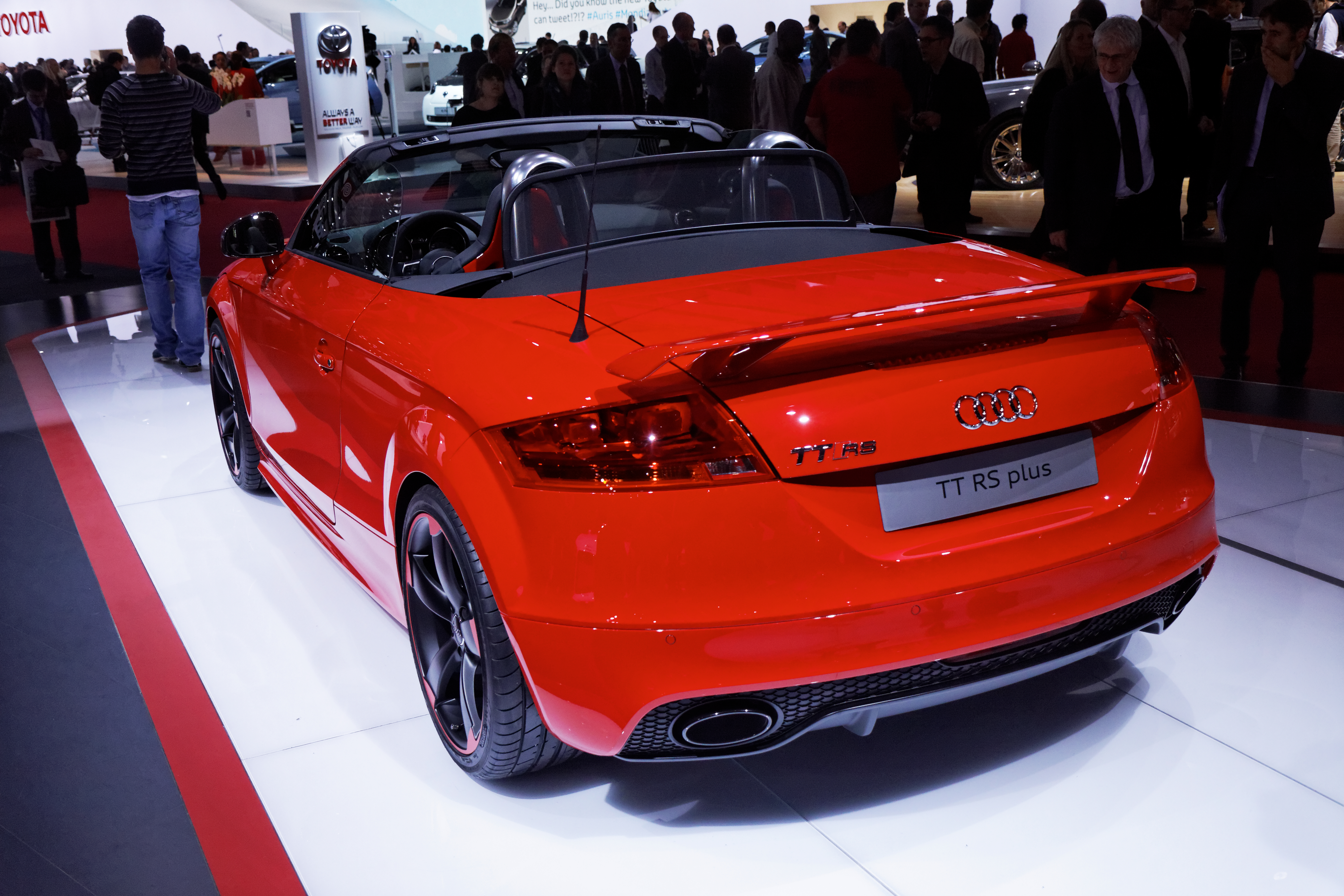
TT RS Roadster

## Второе поколение
Audi TT RS (8S) — выпускается с 2017 года. Доступны две комплектации модели — Touring и Track. Обе версии оснащены цифровой приборной панелью Audi virtual cockpit, комплексом Audi drive select с четырьмя режимами работы.
| Audi TT RS           | Купе                    | Родстер                 |
| -------------------- | ----------------------- | ----------------------- |
| Двигатель            | 2,480 см3 R5 TFSI       | 2,480 см3 R5 TFSI       |
| Мощность двигателя   | 294 кВт (400 л. с.)     | 294 кВт (400 л. с.)     |
| Трансмиссия          | Роботизировання 7 ступ. | Роботизировання 7 ступ. |
| Разгон (0-100 км/ч.) | 3.7 сек.                | 3.9 сек.                |
| Макс. скорость       | 280 км/ч.               | 280 км/ч.               |
| Вес                  | 1505 кг.                | 1605 кг.                |

### Галерея

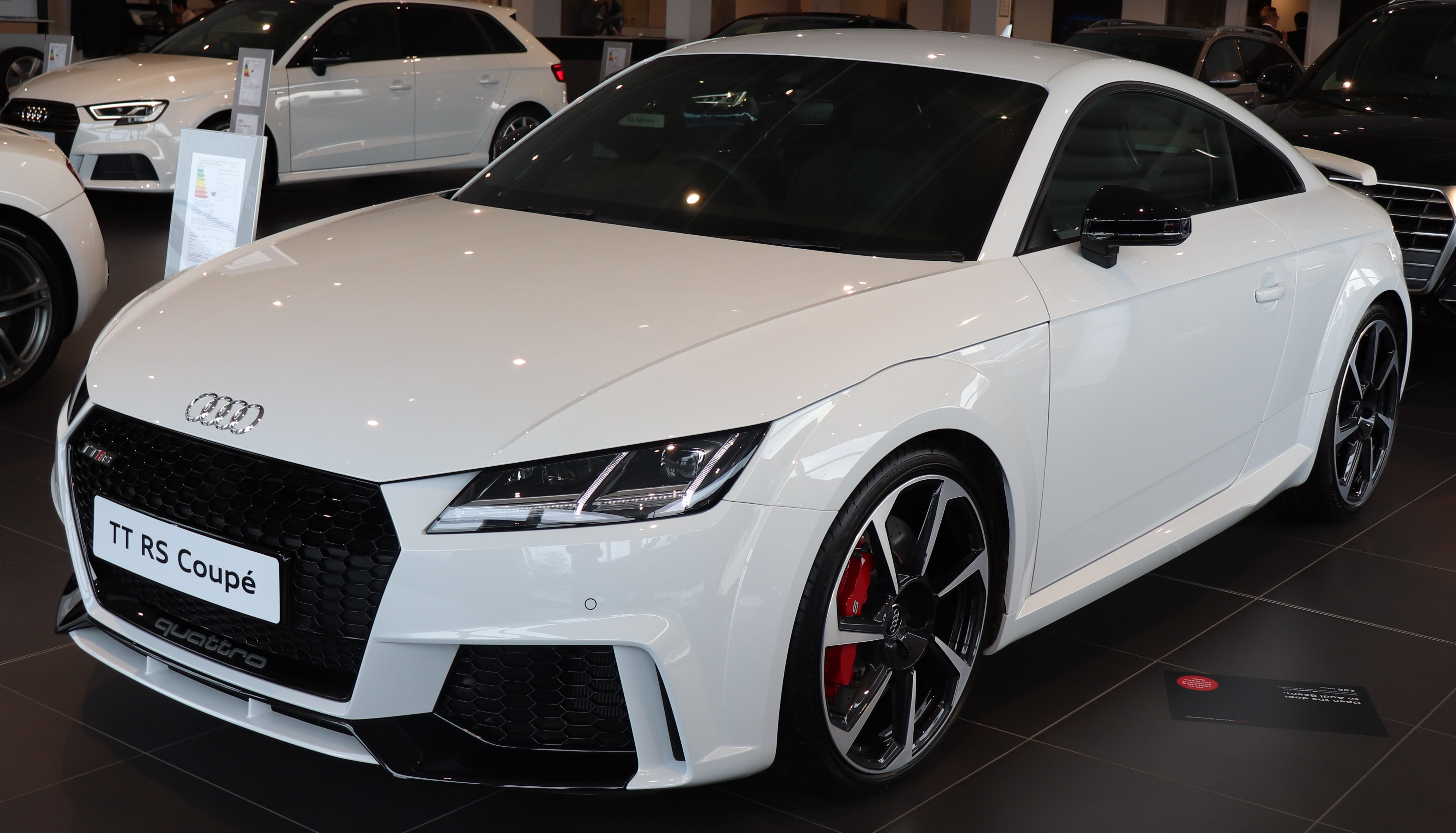
TT RS Coupe
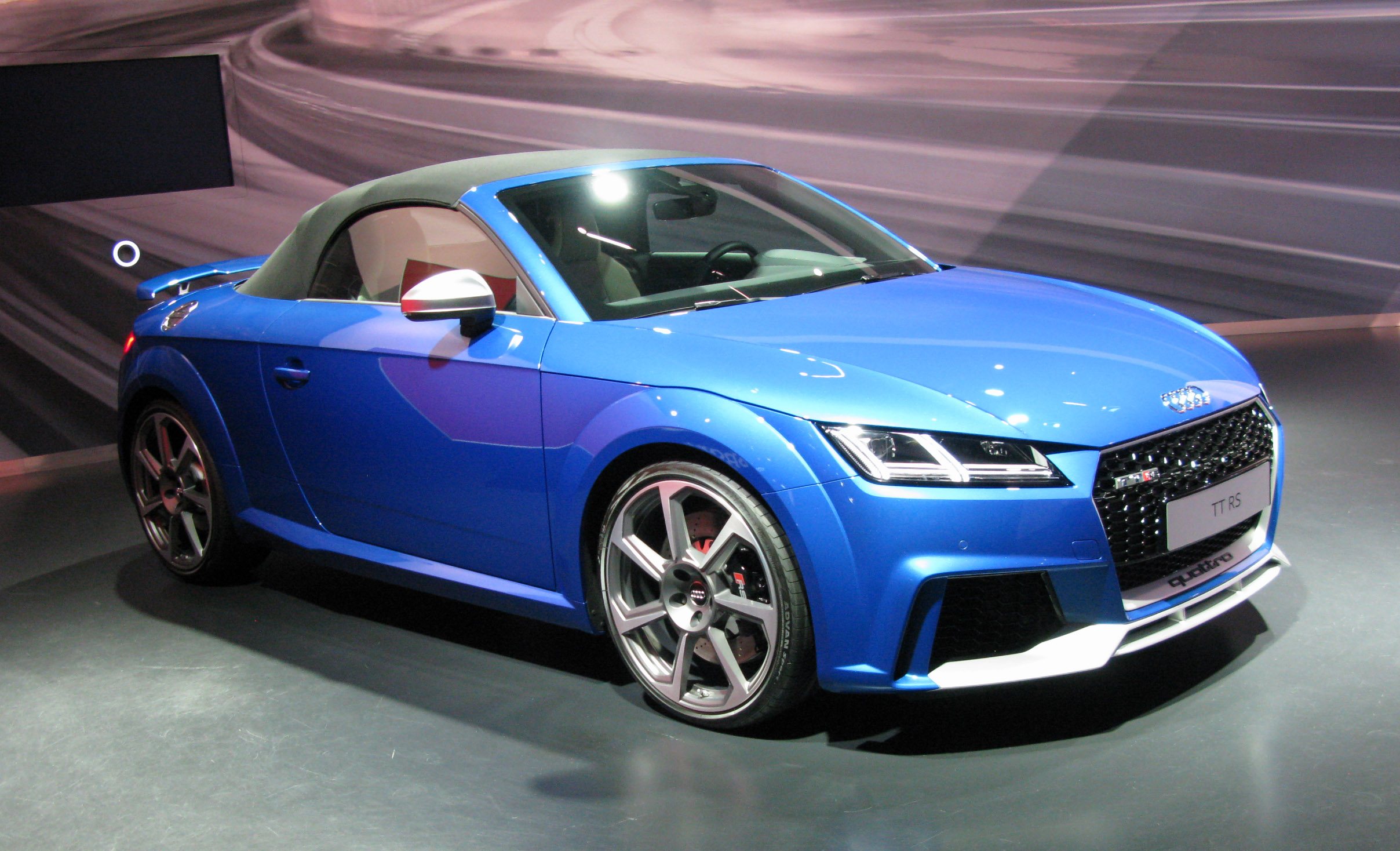
TT RS Roadster
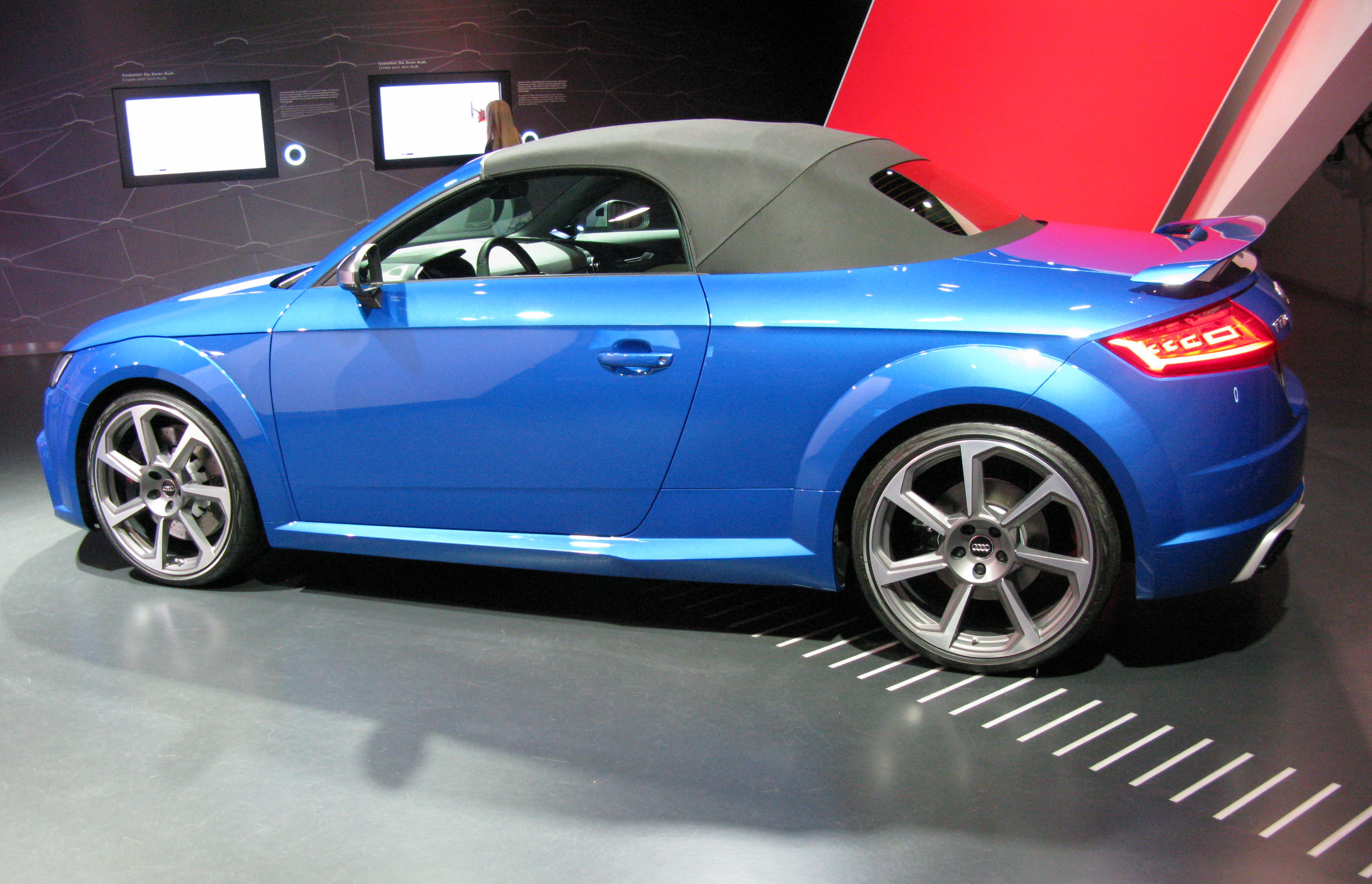
TT RS Roadster
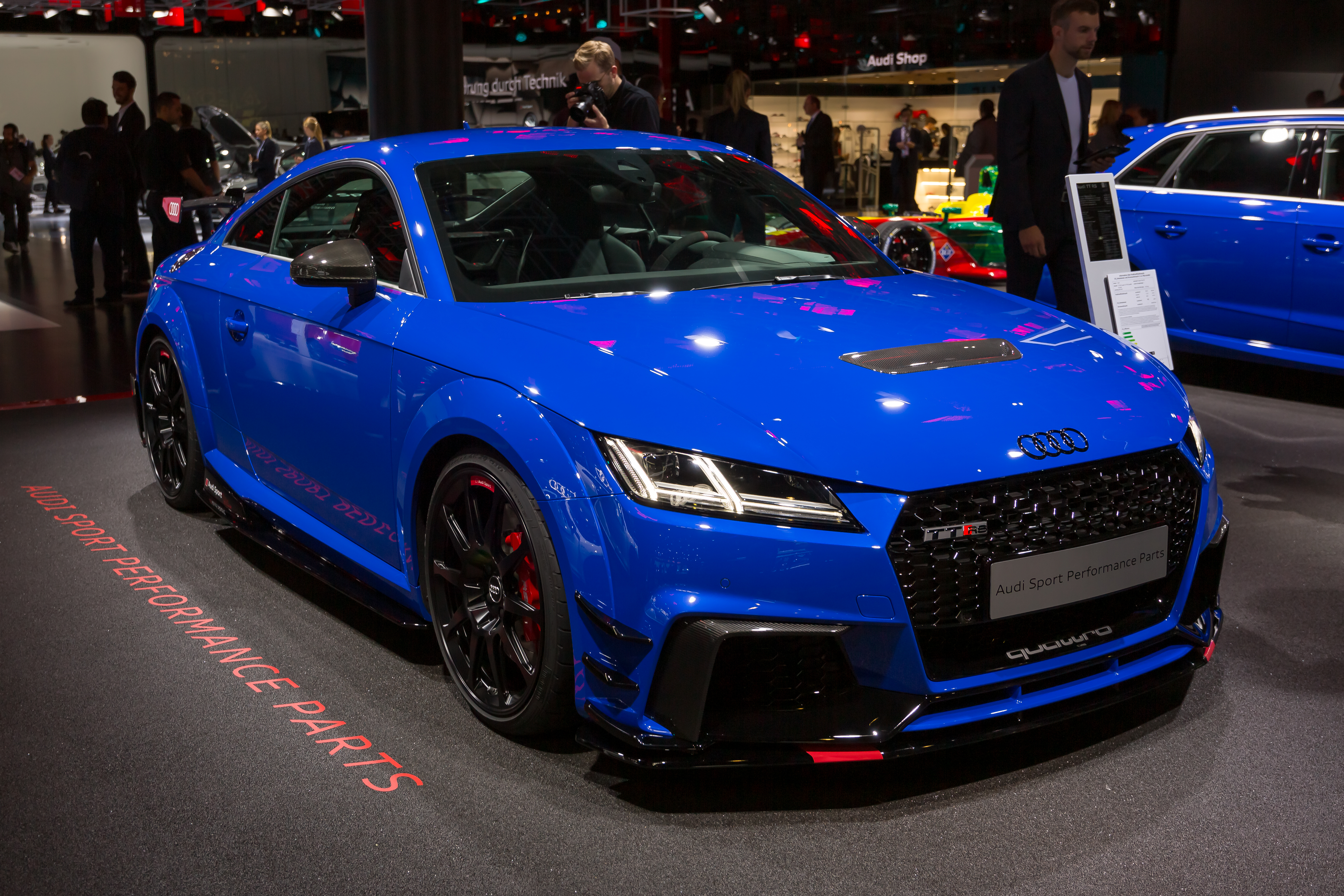
TT RS Performance Parts